# Schreineria zeuzerae
Schreineria zeuzerae är en stekelart som beskrevs av Edith Schreiner 1905. Schreineria zeuzerae ingår i släktet Schreineria och familjen brokparasitsteklar. Inga underarter finns listade i Catalogue of Life.